# Santa Fé (Paraná)
Santa Fé is een gemeente in de Braziliaanse deelstaat Paraná. De gemeente telt 10.354 inwoners (schatting 2009).

## Aangrenzende gemeenten
De gemeente grenst aan Ângulo, Colorado, Flórida, Guaraci, Iguaraçu, Jaguapitã, Lobato, Munhoz de Melo en Nossa Senhora das Graças.